# Hormecke
Die Hormecke ist ein 1,8 km langer, orografisch linker Nebenfluss der Bache im nordrhein-westfälischen Warstein. 

## Geographie
Der Bach entspringt an der Südostflanke des Steinbergs im Arnsberger Wald auf einer Höhe von 425 m ü. NN. Das Quellgebiet liegt etwa 2,3 km westsüdwestlich von Hirschberg. Die Hormecke fließt vorrangig in ostnordöstliche Richtungen und mündet in der zu Hirschberg gehörenden Ortslage Bache auf 336 m ü. NN in die Bache, die wenig später dann Lottmannhardbach genannt wird.
Der Höhenunterschied zwischen Quelle und Mündung beträgt 89 Meter. Daraus resultiert ein mittleres Sohlgefälle von 49,4 ‰. Das etwa 77,9 Hektar große Einzugsgebiet wird über Bache, Lottmannhardbach, Heve, Möhne, Ruhr und Rhein zur Nordsee entwässert.